# 女狼傳奇
《女狼傳奇》（英語：Ginger Snaps）是一部2000年由約翰·法賽特執導的加拿大恐怖片。電影聚焦於對死亡著迷的兩位少女姐妹。本片為《少女狼人》系列電影的第一部作品，於2000年8月1日在慕尼黑幻想電影節首映，後於2001年5月11日在加拿大上映。續集《惡夜狼女》和《絕戰狼女》於2004年推出。

## 劇情
在貝利當斯（Bailey Downs）不斷發生屠狗事件。碧姬和金潔是一對迷戀死亡攝影的少女姐妹，甚至說好要一起死。某一天晚上，正當兩人準備綁走校園惡霸特麗娜·辛克萊養的狗時，金潔的經期來了，藉此引來了怪物的襲擊。怪物咬傷了金潔，但碧姬及時救了她。兩人逃走後，怪物被當地毒犯山姆的一輛貨車輾斃。金潔的傷口竟快速地復原，這使她們決定不去醫院。
襲擊之後，金潔的身心靈轉變讓碧姬感到不安。金潔開始變得行為放縱，她的傷口也長出毛髮，甚至露出了尾巴，且經期讓她大量出血。金潔無視碧姬的勸告，與同學傑森單獨出去且發生了不安全性行為。金潔後來在公開場合瘋狂地毆打特麗娜，多次打臉讓姐妹一起送到校長室被訓斥。不久，金潔又殺害鄰居家的狗。碧姬和山姆都同意金潔遭到了狼人襲擊，並且正在變成一個狼人。根據山姆的建議，碧姬說服金潔用銀戒指刺進她的肚臍，希望能治療有效，但仍以失敗告終。山姆想到了一個不可能的附子草療法，這種植物只在春天才生長。
後來，特麗娜出現在碧姬的房子外並指責金潔綁架她的狗；當她與金潔纏鬥時，特麗娜不小心被牛奶滑倒並撞死在流理台。姐妹兩人驚險地躲開父母，將屍體藏在冰櫃裡，而地板的一攤血則偽裝成紀念死亡照片。碧姬試著將屍體從冰櫃取出時不小心弄斷了特麗娜的兩根手指，斷指在特麗娜埋進工具房的時候掉在別處。碧姬告訴她姐姐不准再出去，但是金潔仍然不從。
到了萬聖節，碧姬從她母親那裡得到買來的附子草，然後要求山姆製作解藥。她一回到家卻發現廁所門遭破壞，金潔不見了，然後就在半路上撞見傑森（他因受金潔攻擊而遭感染）。碧姬試圖防衛而將附子草打進他身上，目睹了傑森的行為立即改變，證明這個療法有效。回到學校，碧姬發現金潔已殺害了指導老師，然後又目擊到她殺害了學校的管理員。
女孩們的母親發現斷指和特麗娜的屍體，於是前去尋找她的女兒。她開車經過發現正在奔跑的碧姬並接她上車，到達山姆的植物園溫室以後，帕梅拉說會保護她們姊妹倆，然後三個人一起逃跑。她打算充氣並點燃火柴燒掉房子，以此消滅特麗娜死亡的證據。碧姬進去時剛發現山姆拒絕金潔的求歡，此時她已面目猙獰。碧姬一靠近，金潔就扭斷山姆的手臂。山姆懇求不要這樣做，碧姬以自身的血液和金潔交互感染。為了讓金潔相信她的愛和忠誠，以及真正願意幫助她，兩人結束了對峙。金潔同意接受幫助，就在姐妹們離開的時候，山姆用鏟子敲昏金潔，接著和碧姬將她丟進貨車並帶回家中，好為她準備更多的療法。
金潔在回家的路上完全狼化，且很快地逃出貨車。山姆和碧姬意識到她已完全變身，並在製作解藥時躲在儲藏室裡。就在山姆去找金潔的瞬間，她襲擊了山姆。碧姬撿起掉落的注射器，跟著樓下的血跡找到渾身是傷的山姆。碧姬喝山姆的血想拯救她，試著讓金潔恢復人性。但是碧姬無法繼續，金潔看到碧姬的厭惡表情，接著咬死山姆。
金潔穿過地下室追逐碧姬，碧姬回到她們一起長大的房間。然後找到了一把金潔曾拿來割掉尾巴的刀。碧姬一手拿著注射器，另一隻手拿著刀。金潔撲向她，身體卻被刀刺中，她意外地刺死了金潔。碧姬看著牆上兩人拍過的照片，將頭靠在她垂死的姐姐胸前啜泣。

## 演員
- 愛蜜莉·帕金斯（英语：Emily Perkins） 飾 碧姬
- 凱瑟琳·伊莎貝爾（英语：Katharine Isabelle） 飾 金潔
- 克里斯·莱切（英语：Kris Lemche） 飾 山姆·米勒
- 咪咪·羅傑斯 飾 碧姬母親帕梅拉
- 傑斯·摩斯 飾 傑森·麥卡迪
- 丹妮爾·漢普頓（英语：Danielle Hampton） 飾 特麗娜·辛克萊
- 約翰·布儒瓦（英语：John Bourgeois） 飾 碧姬父親
- 露西·勞倫斯 飾 校務廣播員[4]（僅配音並未在劇中出現）

## 製作

### 發展
1995年1月，導演約翰·法賽特就表示，「我想製作一部生物變形與一部恐怖片。我也知道自己想和一些女孩們合作。基本上這就是一切的開始」。他和編劇卡倫·沃頓談過，由於恐怖片類型的弱者角色，差勁的故事講述以及對女性的負面描寫，沃頓最初不願意寫劇本。然而，法賽特說服沃頓電影將重新詮釋這一類型。
兩人在為電影融資時遇到了麻煩。他們找到了曾經合作過的製片人史蒂夫·霍班，並同意製作這部電影。霍班聘請肯·丘布編寫和修改這個故事，兩年後他們準備尋找籌資人。
Motion International 致力於共同融資和加拿大分銷，特利馬克電影公司同意成為聯合融資人、美國分銷商和國際代理商。這部電影似乎準備在1998年秋季投入生產，但與特利馬克公司的談判導致製片人錯過贊助機構加拿大影視管理局的預算截止日。與其以60%的資金開拍，霍班決定等待下一年加拿大的電影贊助金。特利馬克在等待期放棄這部電影。最終狮门娱乐取代了特利馬克的位置（後者在2000年也被獅門娛樂併購），Unapix娛樂公司同意發行DVD。電影的預算是450萬美元:16。

### 選角
挑選兩名主角遇到很大的困難。雖然在洛杉磯很容易找到選角導演，但事實卻證明，加拿大的選角導演對電影的血腥、恐怖和語言感到震驚。正當終於有一名人士接案時，科倫拜事件和另一起亞伯達省的校園槍擊案突然引起公眾對暴力青少年的關注。多倫多星報宣布影視管理局正在資助一部青少年電影，在媒體上引發了一陣爭論與憤怒。這產生了與電影規模同比例的負面宣傳。
選角在洛杉磯、紐約、多倫多、蒙特婁和溫哥華進行。愛蜜莉·帕金斯和凱瑟琳·伊莎貝爾在溫哥華辦事處的同一天試鏡。他們的試鏡被錄下並送往多倫多，團隊在那裡聽著錄音，當愛蜜莉和凱瑟琳的聲音出現時，在場的所有人停了下來。編劇卡倫·沃頓說就像他描繪的角色一樣。
然後轉向選派配角，毒犯和母親角色。咪咪·羅傑斯爽快答應出演母親帕梅拉，她說喜歡黑色幽默和喜劇角色。加拿大選角導演羅賓·庫克為毒犯山姆的角色提出他的偏好人選克里斯·莱切。看完克里斯的試鏡後法賽特雇用了他。

## 拍攝
主要拍攝於1999年10月25日至12月6日期間進行，持續時間超過六週。貝利當斯的郊區以多倫多的三個郊區怡陶碧谷、布蘭普頓和士嘉堡作為取景地。在多倫多的冬季每周六天，每天16小時在戶外拍攝，意味著每隔幾周疾病就會在演員和工作人員中活躍。
在郊區拍攝的第一天是製作片頭的場景。在住宅外模擬自殺，那些血腥、分段扮死的畫面吸引了一群人旁觀，而法賽特擔心會讓鄰居感到不安。當時，房主的地下室作為他們的更衣室，女孩在拍攝中沾滿假血，而房子裡有4歲小孩在看天線寶寶，每當完成一幕拍攝後，劇組派人進去確保那名小孩還在看電視。

## 後製
從1999年12月開始，布雷特·蘇利文和法賽特為製作電影的最後剪輯合作8個星期。儘管編輯時間短，音效設計師大衛·麥卡倫在時間緊湊下趕上日程，電影也被提名吉尼獎的最佳音效剪輯獎。

## 發行
《女狼傳奇》於2000年8月慕尼黑幻想電影節首映，並於下個月的多倫多國際影展放映，在慕尼黑建立起來的積極口碑之後，短暫地受到媒體關注。雖然曾視為是多倫多影展的一個顯眼部份，但是人們的注意力已經消失，片方採用了一種不專心的發行策略，在各種影展上演出並建立更多的口碑:86–87。女狼傳奇於2001年5月在加拿大電影院上映。該國的票房收入為425,753加元，成為2000年12月至2001年11月間第五高票房收入的電影。

## 反響
根據爛番茄收集的57條的影評，電影的新鮮度為89%，平均評分為 7.4 / 10。該站的共識性評價寫道：「強勢的女性演員，對青少年生活尖酸刻薄的諷刺讓《女狼傳奇》比一般的狼人電影或者是青春片更令人難忘。」
影評家的讚揚主要在兩位主角的表演質量上，令人聯想到大衛·柯能堡的恐怖變身，使用狼人作為青春期的隱喻以及黑暗的幽默。影音俱樂部的史考特·陶比斯寫道：「電影在2000年多倫多國際影展放映之後，似乎已經沉寂。但現在被認為是一部邪典電影。」它在英國《Time Out》雜誌的100部最佳恐怖片中排名第78位。湯姆·哈爾德斯說是「這一時期最好的少女狼人電影。」

### 榮譽
國際恐怖協會將女狼傳奇稱為2001年最佳電影。西班牙奇幻電影獎授予它最佳電影、最佳特效和最佳女演員（帕金斯獲得）。多倫多國際影展給了它特別評審團獎。女狼傳奇還獲得美國科幻、奇幻及恐怖電影學院2002年頒發的第一個土星獎最佳DVD。卡倫·沃頓憑藉女狼傳奇的俏皮搞笑寫作獲得加拿大喜劇獎。
女狼傳奇被提名吉尼獎的最佳攝影、最佳剪輯和最佳音效剪輯獎。

## 原聲帶
電影原聲帶已在Roadrunner Records釋出，
| Track listing | Track listing                       | Track listing                | Track listing |
| 曲序          | 曲目                                | Artist                       | 时长          |
| ------------- | ----------------------------------- | ---------------------------- | ------------- |
| 1.            | Inside You                          | Godhead                      | 3:31          |
| 2.            | Pipe Dream                          | Project 86                   | 4:35          |
| 3.            | Siberian Kiss                       | Glassjaw                     | 3:50          |
| 4.            | The Silent Acquiescence of Millions | Sinch                        | 8:44          |
| 5.            | Temple from the Within              | Killswitch Engage            | 3:45          |
| 6.            | First Commandment                   | Soulfly (feat. Chino Moreno) | 4:29          |
| 7.            | Cloning Technology                  | Fear Factory                 | 5:52          |
| 8.            | A Night Like This                   | Professional Murder Music    | 3:28          |
| 9.            | Desire to Fire                      | Machine Head (band)          | 4:49          |
| 10.           | Burial for the Living               | Hatebreed                    | 1:40          |
| 11.           | Pin Cushion                         | Saliva                       | 4:49          |
| 12.           | Of One Blood                        | Shadows Fall                 | 4:45          |
| 13.           | Action Radius                       | Junkie XL                    | 3:53          |
| 14.           | Her Ghost in the Fog                | Cradle of Filth              | 6:24          |

| Uncredited track listing | Uncredited track listing                   | Uncredited track listing | Uncredited track listing |
| 曲序                     | 曲目                                       | 作曲家                   | 时长                     |
| ------------------------ | ------------------------------------------ | ------------------------ | ------------------------ |
| 15.                      | Ginger Snaps - Opening                     | Michael Shields          | 2:10                     |
| 16.                      | Ginger Snaps Theme Song (no sound effects) | Michael Shields          | 3:00                     |

## 續集和前傳
基於DVD銷售成功，續集《惡夜狼女》和前傳《絕戰狼女》於2003年同時拍攝:116。儘管惡夜狼女比原版的發行速度要快，但它在票房表現上不佳。因此，絕戰狼女直接轉為錄影帶發售。